# Matrona von Kosilaos
Matrona (4. Jahrhundert) war eine geweihte Jungfrau der Makedonianer, die sich den Anweisungen des römischen Kaisers Theodosius I. widersetzte, eine Schädelreliquie Johannes des Täufers nach Konstantinopel zu überführen.
Die Makedonianer waren Anhänger der Lehren von Makedonios I. Durch Angehörige dieser Sekte soll das Haupt Johannes des Täufers entdeckt worden und nach Kilikien gebracht worden sein. Kaiser Valens wollte die Reliquie nach Konstantinopel überführen, die zum Transport bestimmten Maulesel brachten sie aber nur bis nach Pantichium, einem kleinen Küstenort in Bithynien. Dass sich die Maulesel nicht zum Weitertransport bewegen ließen, wurde als göttliches Zeichen gewertet und die Reliquie wurde in den Nachbarort Kosilaos gebracht, wo sie dann dem Volk gezeigt wurde.
Valens’ Nachfolger Theodosius I. wollte die Reliquie wiederum nach Konstantinopel bringen lassen, diesem Ansinnen stellte sich Matrona entgegen, die dem Schutz und der Verehrung der Reliquie gewidmet hatte. Nachdem Matrona nicht zur Herausgabe der Reliquie zu bewegen war, soll Theodosius I. den Behälter mit der Reliquie unter seiner Robe verborgen und nach Hebdomon gebracht haben, wo er für ihre Verehrung eine Kirche errichten ließ.
Matrona blieb in Kosilaos. Sie wies dort Mädchen in ein christliches Leben ein und war für ihre Frömmigkeit und Weisheit bekannt.